# Resolutie 1093 Veiligheidsraad Verenigde Naties
Resolutie 1093 van de Veiligheidsraad van de Verenigde Naties was de eerste resolutie van de VN-Veiligheidsraad in 1997, en werd op 14 januari dat jaar unaniem aangenomen.

## Achtergrond
In 1980 overleed de Joegoslavische leider Tito, die decennialang de bindende kracht was geweest tussen de zes deelstaten van het land. Na zijn dood kende het nationalisme een sterke opmars en in 1991 verklaarde Kroatië zich onafhankelijk. Daarop volgde de Kroatische Onafhankelijkheidsoorlog, tijdens dewelke het Joegoslavische Volksleger het strategisch gelegen schiereilandje Prevlaka innam. In 1996 kwamen Kroatië en Joegoslavië overeen Prevlaka te demilitariseren, waarop VN-waarnemers van UNMOP kwamen om daarop toe te zien. Deze missie bleef uiteindelijk tot 2002 aanwezig.

## Inhoud

### Waarnemingen
Op 30 september 1992 was een akkoord getekend tussen Kroatië en Servië en Montenegro over de demilitarisatie van Prevlaka. Schendingen in de VN-zones, zoals de beperking van de bewegingsvrijheid van VN-waarnemers, deden de spanningen opnieuw oplopen. Op 23 augustus 1996 hadden beide partijen een akkoord over de normalisatie van hun onderlinge betrekkingen aangegaan waarin ze ook aangaven het geschil over het betwiste Prevlaka vreedzaam op te lossen.

### Handelingen
De militaire VN-waarnemers werden geautoriseerd te blijven toezien op de demilitarisatie van Prevlaka tot 15 juli. De partijen werden aangespoord het akkoord over de normalisatie van hun betrekkingen volledig uit te voeren, zich te onthouden van geweld waardoor de spanningen kunnen oplopen en de bewegingsvrijheid van VN-waarnemers te verzekeren door ook onder meer landmijnen te verwijderen. De secretaris-generaal werd gevraagd tegen 5 juli te rapporteren over de situatie op Prevlaka en de vooruitgang van een vreedzame oplossing tussen de twee landen. Ten slotte werden de waarnemers en de SFOR-macht gevraagd samen te werken.

## Verwante resoluties
- Resolutie 1082 Veiligheidsraad Verenigde Naties (1996)
- Resolutie 1088 Veiligheidsraad Verenigde Naties (1996)
- Resolutie 1103 Veiligheidsraad Verenigde Naties
- Resolutie 1104 Veiligheidsraad Verenigde Naties

Lijst ·  1093 ·  1094 ·  1095 ·  1096 ·  1097 ·  1098 ·  1099 ·  1100 ·  1101 ·  1102 ·  1103 ·  1104 ·  1105 ·  1106 ·  1107 ·  1108 ·  1109 ·  1110 ·  1111 ·  1112 ·  1113 ·  1114 ·  1115 ·  1116 ·  1117 ·  1118 ·  1119 ·  1120 ·  1121 ·  1122 ·  1123 ·  1124 ·  1125 ·  1126 ·  1127 ·  1128 ·  1129 ·  1130 ·  1131 ·  1132 ·  1133 ·  1134 ·  1135 ·  1136 ·  1137 ·  1138 ·  1139 ·  1140 ·  1141 ·  1142 ·  1143 ·  1144 ·  1145 ·  1146